# Alceste de Ambris

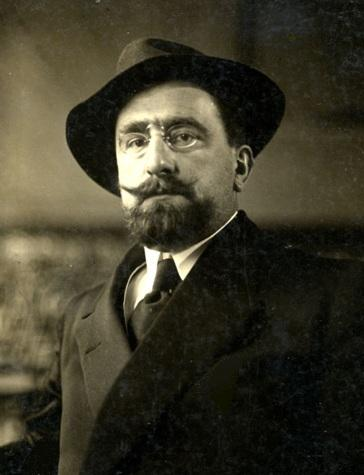
1925 - 1935.

Alceste de Ambris (Licciana Nardi, 15 de septiembre de 1874-Brive-la-Gaillarde, 9 de diciembre de 1934) fue un periodista, político y sindicalista italiano, fundador y máximo exponente del sindicalismo revolucionario en Italia, y del movimiento republicano y mazziniano "Novecento". 
En la década de 1890 estudió en la Universidad de Parma. En 1907, ya dentro de la corriente del sindicalismo revolucionario, fue nombrado secretario de la Cámara de Trabajo de Parma. Ese mismo año se escenifica la ruptura entre los reformistas y los sindicalistas al abandonar estos el Partido Socialista. Por su participación en las agitaciones obreras de esos años se vio obligado a escapar a Lugano, en Suiza.
En 1913, vuelve a Italia. Al estallar la Primera Guerra Mundial, De Ambris se inclinará a favor del intervencionismo. Abandona la Unione Sindacale Italiana y es uno de los fundadores del Fasci d'Azione rivoluzionaria internazionalista, movimiento en el que entrará Benito Mussolini.
Posteriormente, participará en 1919 en el establecimiento del Estado libre de Fiume y será coautor, junto con Gabriele D'Annunzio, de la Carta de Carnaro, nombre con el que se designó a la constitución de ese Estado, y que influyó mucho en el fascismo.
De Ambris es considerado como una de las piezas claves en el nacimiento del fascismo y uno de sus principales ideólogos, siendo el redactor del Manifiesto Fascista junto a Marinetti. A pesar de eso, De Ambris se sintió sumamente decepcionado por el rumbo adoptado por Mussolini, lo que le hará abandonar el fascio. Se exilia en Francia, donde falleció en 1934. En cambio, su hermano Amilcare, otro histórico del sindicalismo italiano, será un fascista radical.